# Paillart
Paillart är en kommun i departementet Oise i regionen Hauts-de-France i norra Frankrike. Kommunen ligger i kantonen Breteuil som tillhör arrondissementet Clermont. År 2022 hade Paillart 572 invånare.

## Befolkningsutveckling
Antalet invånare i kommunen Paillart
| Referens: INSEE |